# Richard Hueck
Richard Hueck (* 10. Juni 1893 in Lüdenscheid; † 14. Februar 1968 in Murnau am Staffelsee) war ein deutscher Fabrikant und Kommunalpolitiker (CDU). Er war von 1946 bis 1948 Oberbürgermeister der Stadt Lüdenscheid.

## Leben
Richard Hueck heiratete 1920 die Schriftstellerin Else Hueck-Dehio (1897–1976). Gemeinsam mit seinem Vetter Eduard Hueck leitete er die Hueck & Cie, ein Metallwalz- und Preßwerk mit Sitz in Lüdenscheid. Von 1933 bis 1945 war er Kirchmeister der Evangelischen Kirchengemeinde Lüdenscheid und betätigte sich führend innerhalb der Bekennenden Kirche Lüdenscheids. Im März 1940 wurde er zur Wehrmacht einberufen und nahm als Soldat am Zweiten Weltkrieg teil.
Hueck beteiligte sich 1946 an der Gründung der Lüdenscheider CDU und wurde zu ihrem Ersten Vorsitzenden gewählt. Von 1946 bis 1952 war er Ratsherr der Stadt Lüdenscheid. Am 23. Oktober 1946 wurde er vom ersten frei gewählten Stadtrat zum Oberbürgermeister von Lüdenscheid gewählt. Das Amt des Oberbürgermeisters bekleidete er bis 1948.
Seine Liebhaberei war die Numismatik, wodurch für Wilhelm Jüngermann Anknüpfungspunkte gegeben waren, der 1950 eine Bronzegussmedaille von Richard Hueck entworfen hat.

## Porträt
- Bronzegussmedaille 1950, 68 mm. Medailleur: Wilhelm Jüngermann (1900-1977). Vorderseite: RICHARD <> HUECK Unbekleidetes Halsbildnis nach r., signiert: W <> J. Rückseite: ICH VERTRAU UND BAU AUF GOTT DENN ER HILFT IN ALLER NOT --- Behelmtes Wappen über Hirschgeweih mit Schädel, daneben gotisches Kirchenfenster, griechische Münze aus Athen, Zahnrad und Merkurstab[2]